# Bessey-lès-Cîteaux
Bessey-lès-Cîteaux és un municipi francès, situat al departament de la Costa d'Or i a la regió de Borgonya - Franc Comtat. L'any 2007 tenia 646 habitants.

## Demografia

### Població
El 2007 la població de fet de Bessey-lès-Cîteaux era de 646 persones. Hi havia 236 famílies, de les quals 41 eren unipersonals (4 homes vivint sols i 37 dones vivint soles), 81 parelles sense fills, 106 parelles amb fills i 8 famílies monoparentals amb fills.
La població ha evolucionat segons el següent gràfic:
Habitants censats

### Habitatges
El 2007 hi havia 253 habitatges, 239 eren l'habitatge principal de la família, 10 eren segones residències i 4 estaven desocupats. 251 eren cases i 1 era un apartament. Dels 239 habitatges principals, 224 estaven ocupats pels seus propietaris, 8 estaven llogats i ocupats pels llogaters i 6 estaven cedits a títol gratuït; 4 tenien dues cambres, 20 en tenien tres, 74 en tenien quatre i 140 en tenien cinc o més. 201 habitatges disposaven pel capbaix d'una plaça de pàrquing. A 77 habitatges hi havia un automòbil i a 138 n'hi havia dos o més.

### Piràmide de població
La piràmide de població per edats i sexe el 2009 era:
| Homes | Edats   | Dones |
| ----- | ------- | ----- |
| 0     | 95 o +  | 0     |
| 4     | 90 a 94 | 4     |
| 0     | 85 a 89 | 4     |
| 4     | 80 a 84 | 8     |
| 12    | 75 a 79 | 4     |
| 8     | 70 a 74 | 24    |
| 20    | 65 a 69 | 8     |
| 0     | 60 a 64 | 4     |
| 8     | 55 a 59 | 4     |
| 8     | 50 a 54 | 16    |
| 28    | 45 a 49 | 20    |
| 24    | 40 a 44 | 24    |
| 24    | 35 a 39 | 28    |
| 12    | 30 a 34 | 12    |
| 8     | 25 a 29 | 8     |
| 12    | 20 a 24 | 0     |
| 32    | 15 a 19 | 12    |
| 20    | 10 a 14 | 36    |
| 4     | 5 a 9   | 28    |
| 0     | 0 a 4   | 12    |

## Economia

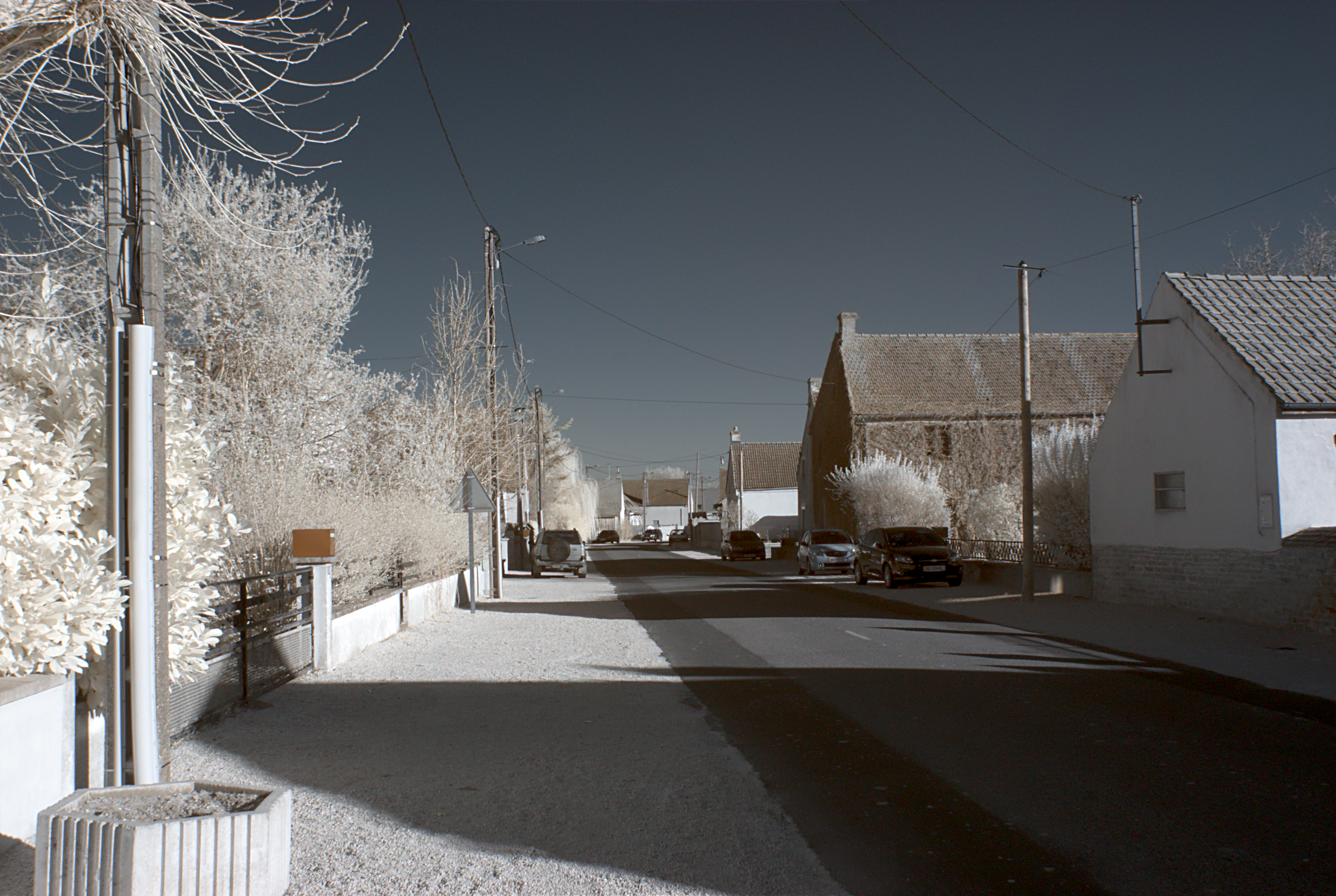
Carrer d'Ava en infraroig

El 2007 la població en edat de treballar era de 420 persones, 324 eren actives i 96 eren inactives. De les 324 persones actives 303 estaven ocupades (164 homes i 139 dones) i 21 estaven aturades (10 homes i 11 dones). De les 96 persones inactives 38 estaven jubilades, 23 estaven estudiant i 35 estaven classificades com a «altres inactius».

### Ingressos
El 2009 a Bessey-lès-Cîteaux hi havia 236 unitats fiscals que integraven 666 persones, la mediana anual d'ingressos fiscals per persona era de 19.439 €.

### Activitats econòmiques
Dels 14 establiments que hi havia el 2007, 1 era d'una empresa extractiva, 2 d'empreses de fabricació d'altres productes industrials, 4 d'empreses de construcció, 3 d'empreses de comerç i reparació d'automòbils, 3 d'empreses de serveis i 1 d'una empresa classificada com a «altres activitats de serveis».
Dels 6 establiments de servei als particulars que hi havia el 2009, 1 era un taller de reparació d'automòbils i de material agrícola, 1 paleta, 3 lampisteries i 1 perruqueria.
L'únic establiment comercial que hi havia el 2009 era una carnisseria.

## Equipaments sanitaris i escolars
El 2009 hi havia 1 escola maternal integrada dins d'un grup escolar amb les comunes properes formant una escola dispersa i 1 escola elemental integrada dins d'un grup escolar amb les comunes properes formant una escola dispersa.

## Edificis i arquitectura

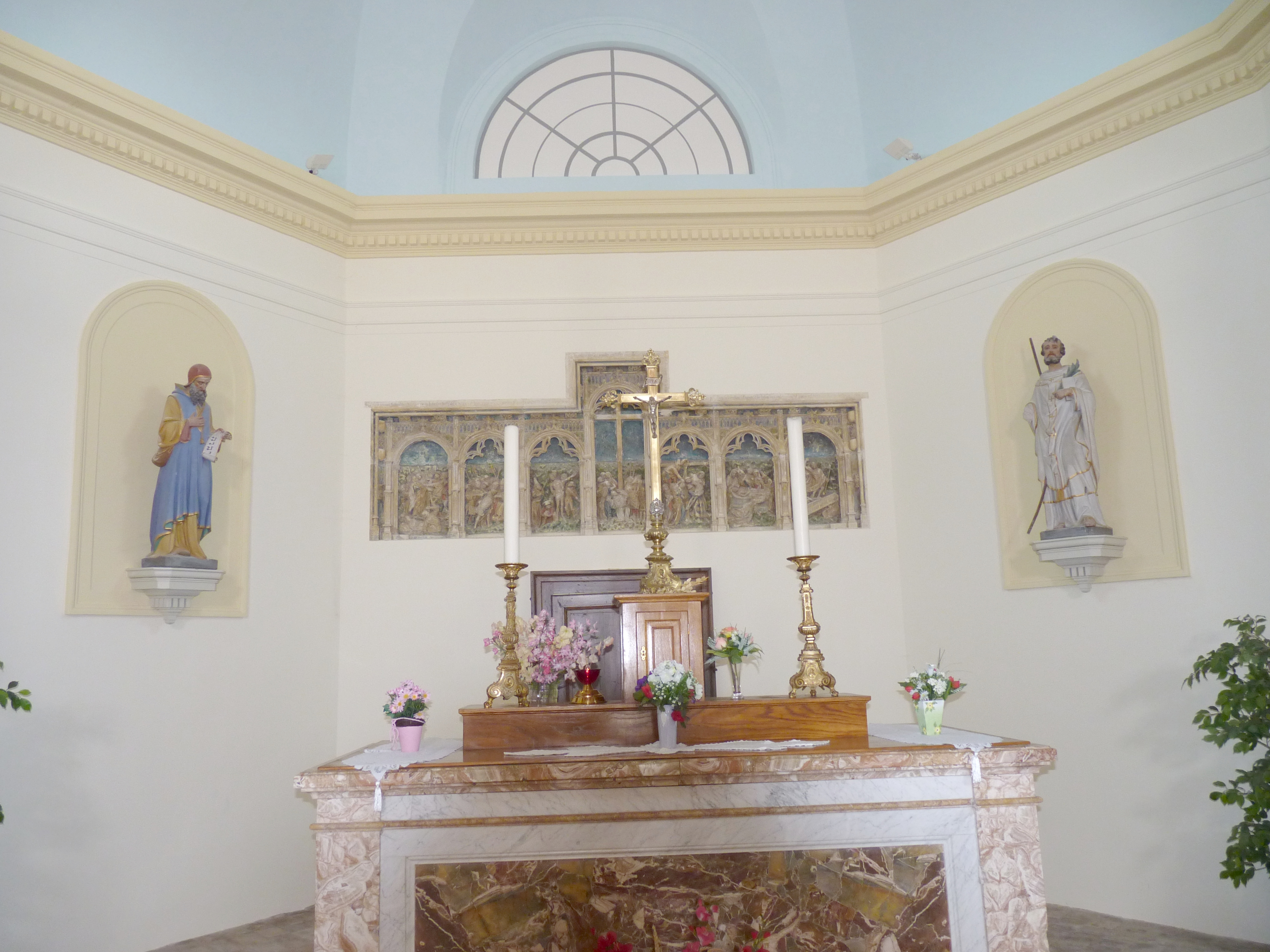
Retaule de la Passió en el fons del cor

L'església parroquial Sant Vincenç té el retaule de la Passió del segle xv, una obra molta rara de l'escultor Claus de Werve, de l'escola flamenca.

## Poblacions més properes
El següent diagrama mostra les poblacions més properes.